# Meg Miners
Margaret Miners, detta Meg (23 agosto 1944), è un'ex nuotatrice rhodesiana, che ha partecipato alle Olimpiadi di Roma 1960, gareggiando nei 200m rana e nella Staffetta 4x100m mista.